# Баликасъл
Балика̀съл (на английски: Ballycastle; на ирландски: Baile an Chaistil) е град в северната част на Северна Ирландия. Разположен е на брега на Ирландско море в район Мойл на графство Антрим на около 80 km северно от столицата Белфаст. Главен административен център на район Мойл. Има пристанище и ферибот, който пътува до остров Ратлин. Имал е жп гара от 18 октомври 1880 г. до 3 юли 1950 г. Населението му е 5089 жители по данни от преброяването през 2001 г.